# Село Акай Нусипбеков
Село Акай Нусипбеков (каз. Акай Нүсіпбеков, до 2010 г. — Малый Жаланаш) — село в Райымбекском районе Алматинской области Казахстана. Названо в честь уроженца села Киши Жаланаш историка Акая Нусупбекова. Административный центр Карабулакского сельского округа. Код КАТО — 195849100. С 1930 по 1997 год здесь располагался колхоз «Колбастау». Через село проходит дорога Р-16 «Кокпек-Кеген-Тюп — Жаланаш — Саты-Курметты».

## Население
В 1999 году население села составляло 2030 человек (996 мужчин и 1034 женщины). По данным переписи 2009 года, в селе проживало 2288 человек (1130 мужчин и 1158 женщин).

## Известные уроженцы
- Кожабек, Байузак (1929—2001) — казахский и советский прозаик.